# Untamed (film 1918)
Untamed è un film muto del 1918 diretto da Clifford Smith (con il nome Cliff Smith).

## Produzione
Il film fu prodotto dalla Triangle Film Corporation.

## Distribuzione
Distribuito dalla Triangle Distributing, il film uscì nelle sale cinematografiche statunitensi il 1º settembre 1918.